# Арчибальд, Джош
Джош Арчибальд (англ. Josh Archibald; род. 6 октября 1992, Реджайна) — американский хоккеист, нападающий клуба «Тампа-Бэй Лайтнинг». Обладатель Кубка Стэнли 2017.

## карьера

### Клубная
На юниорском уровне играл за команду «Брэйнерд Хигс», по итогам сезона 2010/11 набрав 78 очков (30+48) установил командный рекорд и стал вторым в истории команды по набранным очкам.
На драфте НХЛ 2011 года был выбран в 6-м раунде под общим 174-м номером клубом «Питтсбург Пингвинз». Продолжил карьеру в студенческой команде «Омаха Маверикс», команду представляющую Университет Небраски в Омахе. По итогам сезона 2013/14 его отметили как одного из лучших игроков студенческого хоккея, он был признан Игроком Года NCHC и Нападающим года.
16 марта 2014 года подписал с «Питтсбургом» трёхлетний контракт новичка. Он продолжил свою карьеру играя за фарм-клуб «Уилкс-Барре/Скрантон Пингвинз», пока 5 марта 2016 года не дебютировал в НХЛ в матче с «Калгари Флеймз», матч закончился победой «Калгари» со счтом 4:2.
11 февраля 2017 года в матче с «Аризоной Койотис» оформил первый в карьере дубль, но «Аризона» выиграла матч в овертайме со счётом 4:3. Как и в предыдущем сезоне, он совмещал игры за основную команду и фарм-клуб; он стал обладателем Кубка Стэнли в 2017 году, сыграв при этом в четырёх матчах Финала.
12 июля 2017 года продлил контракт с «Питтсбургом» на два года.
19 декабря 2017 года был обменян в «Аризону Койотис».
Став свободным агентом, 16 июля 2019 года подписал однолетний контракт с клубом «Эдмонтон Ойлерз». По ходу сезона, он как правило играл в первом звене, но при этом играл и в других сочетаниях.
7 марта 2020 года продлил контракт с «Ойлерз» на два года. Из-за миокардита он пропустил почти весь сезон 2021/22, сыграв в 8 последних матчах регулярного чемпионата, но при этом он играл в 13 матчах плей-офф Кубка Стэнли 2022, играя как правило в четвёртом звене.
Став свободным агентом, 13 июля 2022 года вернулся в «Питтсбург», с которым подписал однолетний контракт.
По окончании сезона стал свободным агентом и перешёл в клуб «Тампа-Бэй Лайтнинг», с которым подписал двухлетний контракт. 